# Marmormühle Wernigerode
Die Marmormühle am Voigtstieg in Wernigerode war eine Anlage zur Weiterverarbeitung, insbesondere zum Schleifen des am Hartenberg an der Grenze der Grafschaft Wernigerode mit dem hannoverschen Amt Elbingerode in einem Marmorbruch gewonnenen Marmor. Die früheren Mühlengebäude wurden später als Wohnhäuser und als Försterei genutzt.

## Lage
Die Marmormühle lag am Ende des Mühlentales an der heutigen Bundesstraße 244, die Wernigerode mit dem heutigen Ortsteil Elbingerode (Harz) der Stadt Oberharz am Brocken verbindet. Dort zweigte ein Fußsteig ab, der auf kürzerer, aber steilerer Strecke als die spätere Chaussee und heutige Bundesstraße hinauf über den Hartenberg nach Elbingerode führte und heute noch als Waldweg vorhanden ist.

## Geschichte

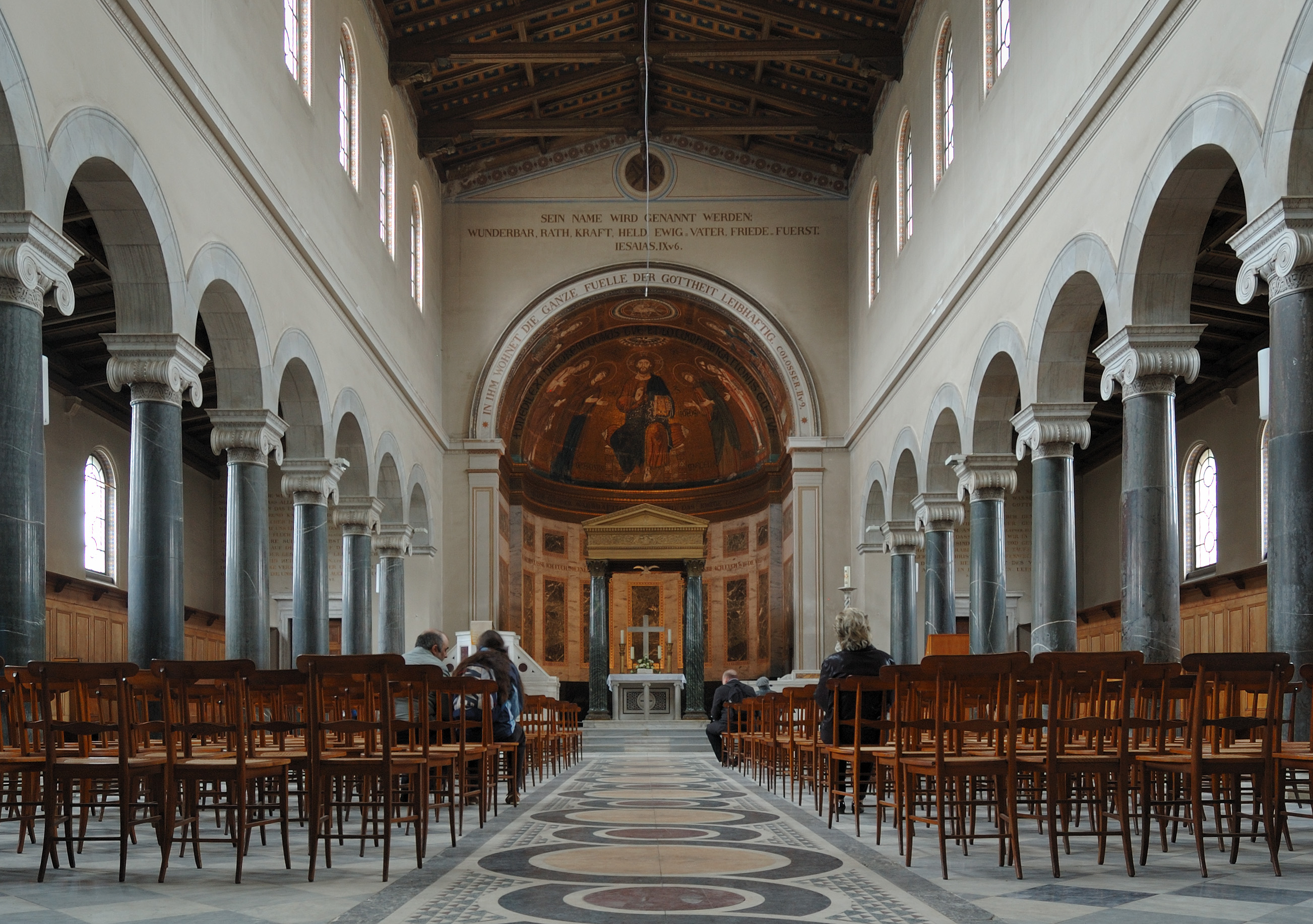
Die Säulen der Friedenskirche in Potsdam wurden in der Marmormühle Wernigerode bearbeitet.

Zu den bekanntesten Arbeiten, die in der Marmormühle bzw. Schleiferei am Voigtstieg ausgeführt worden sind, zählt die Überarbeitung des romanischen Taufsteins aus dem Dom zu Halberstadt im ausgehenden 18. Jahrhundert. Ferner wurden im Jahre 1840 in der Marmormühle bei Wernigerode 20 Säulen für den Bau der Friedenskirche in Potsdam bearbeitet und von hier mit mehreren Pferdefuhrwerken abgeholt.
Die Marmormühle befand sich im Besitz der Grafen zu Stolberg. Noch im Jahre 1873 konnte man an dieser Mühle Bildhauerarbeiten aus Marmor, weiße Kreuze, Schmuckkästchen, Zigarrenkasten, Uhrengehäuse, Feuerzeuge, Briefbeschwerer, Tischplatten und Souvenirs aus Marmor käuflich erwerben.
In der zweiten Hälfte des 19. Jahrhunderts wurde der Betrieb der Marmormühle endgültig eingestellt und deren Gebäude zu Wohnungen für gräflich-stolbergische Bergleute, Holzhauer, Chaussee- und Wegearbeiter um- und ausgebaut. Zu den bekanntesten Bewohnern zählte der frühere Bergmann Heinrich Rose aus Wernigerode, dessen Sohn Fotograf wurde und hier sein erster Fotoatalier einrichtete. Zeitweise war am Voigtstieg auch eine Försterei zur Bewirtschaftung der umliegenden stolbergischen Privatwälder untergebracht.
Ende 2016 kam es zu einem Garagenbrand, der sich zu einem Großbrand entwickelte und einen Großteil der historischen Bausubstanz am Voigtstieg vernichtete.
Eine ähnliche Marmormühle gab es in der Nähe nur noch im Braunschweigischen am Krockstein zwischen Rübeland und Neuwerk.